# Вилхелм II (Майсен)
Вижте пояснителната страница за други личности с името Вилхелм II.
Вилхелм II Богатия на немски: Wilhelm II der Reiche; * 23 април 1371, † 30 март 1425) от род Ветини, е ландграф на Тюрингия и от 1407 до 1425 г. маркграф на Майсен.

## Живот
Той е вторият син на маркграф Фридрих III Строгия († 1381) и на Катарина фон Хенеберг († 1397).
След смъртта на баща му, според завещанието му, майка му поема регентството за малолетните си синове. При подялбата в Хемнитц през 1382 г. Вилхелм II получава, заедно с братятата си Фридрих I († 1428) и Георг († 1401), Остерланд и Ландсберг (Заале), след смъртта на маркграф Вилхелм I Едноокия през 1407 г. също част от Майсен. През 1410 г. чрез договор в Наумбург братята Фридрих и Вилхелм си поделят територията на Остерланд и през 1411 г. Вилхелм получава по-голямата част на Остерланд, за което дава Лайпциг вместо Йена на брат си Фридрих I. В Кобург във Франкия той е известно време ландграф на Тюрингия. През 1420 г. Вилхелм участва с брат си във войната против хуситите в Прага.
Вилхелм II вероятно е женен от 1413 г. за Амелия от Мазовия, дъщеря на полския херцог Земовит IV Плоцки от Мазовия и няма деца. Той умира на 30 март 1425 г.